# Twitch Plays Pokémon
Twitch Plays Pokémon est une expérience sociale (selon son créateur) mise en place le 12 février 2014 sur le site de télédiffusion Twitch. Le concept, devenu un phénomène, consiste en une tentative de collaboration sur une partie du jeu vidéo Pokémon Rouge (édition américaine) en récupérant les commandes données par les utilisateurs dans une fenêtre de messagerie instantanée par décomposition analytique. Terminé le 1er mars 2014, après 16 jours de jeu, le concept continue avec les opus suivants de la série de jeux vidéo Pokémon.

Logo de Twitch Plays Pokémon.

Son caractère intrinsèquement anomique ou anarchique, qui n'a pourtant pas complètement empêché la progression de la partie depuis le lancement, fait que certains commentateurs comparent le jeu à la démocratie en action, où les actions de chacun contribuent dans un sens ou dans l'autre à conduire la destinée de tous.

## Concept
Le stream est développé comme une preuve de concept par un programmeur anonyme australien et lancé le 12 février 2014, avec un mélange de JavaScript et de Python. Celui-ci se base sur le modèle de SaltyBet, un autre stream Twitch qui se concentre sur l'automatisation des interactions avec les spectateurs en les appliquant à des jeux de combats tournant sur le moteur M.U.G.E.N. Ici, le script récupère les commandes de base de la Game Boy de l'époque (les boutons A, B, haut, bas, gauche, droite, Select, Start) postés par les utilisateurs par commentaires, en direct, et les convertit en commandes dans un émulateur VisualBoyAdvance. En complément, une application web garde une trace de tous les mouvements enregistrés. Selon son créateur, le jeu est une expérience sociale.
En raison du grand nombre de spectateurs, un temps de latence de plus en plus important (jusqu'à 20 secondes) s'est rapidement fait sentir entre l'instant de la commande et son apparition à l'écran, rendant l'ordre des instructions d'autant plus chaotique. Le 16 février 2014, Twitch doit déplacer la vidéo vers un canal dédié normalement utilisé pour les événements majeurs.
Le 18 février, un nouveau mécanisme est implémenté, qui permet de progresser efficacement dans le jeu : les utilisateurs peuvent voter pour un mode « anarchie » et « démocratie ». Le premier correspond au mode de fonctionnement habituel, quand le second permet de stocker plusieurs commandes pour détecter les plus populaires et les jouer ensuite. Néanmoins en démocratie, certains anarchistes s'allient afin de bloquer le jeu en demandant la combinaison « start9 » qui fait appuyer le jeu neuf fois sur la touche Start (ouvrir ou fermer le menu) ; le créateur a modifié le code afin d'éradiquer ces intrusions.
Après avoir terminé Pokémon Rouge, le concept continue le 2 mars avec Pokémon Cristal. Dans cette nouvelle partie, le mode de jeu « démocratie » est activé automatiquement toutes les heures, et les joueurs peuvent refaire passer le jeu en mode « anarchie » en faisant gagner la commande « anarchy » dans le système de vote.

## Déroulement de la partie
Prendre des virages ou couper des arbres sont autant d'obstacles qui peuvent mettre des heures à être surmontés. Ainsi des tentatives d'organisation ont été notées : sur Reddit, Twitter, avec des Google Documents ou par le biais de sondage des groupes de joueurs se sont coordonnés pour jouer la même commande exactement au même moment, et franchir des obstacles ensemble par la force du nombre,,.

### Pokémon Rouge
Pokémon Rouge narre les aventures d'un dresseur nommé Red ; il reçoit son premier Pokémon des mains du professeur Pokémon Chen afin de l'aider à compléter son Pokédex. Il a également pour mission de battre les huit champions d'arène de la région, puis in fine la Ligue Pokémon. L'initiateur de l’événement aimerait bien voir le dresseur y arriver.
En dépit des difficultés inhérentes au nombre de joueurs, la partie fait de notables et surprenants progrès : le 17 février, le personnage possède douze espèces de Pokémon et a passé le quatrième champion d'arène. Chaque étape met cependant un temps très long à être franchie, puisque les commandes accidentelles sont très fréquentes : ainsi le premier Pokémon détenu par le héros, un Reptincel niveau 34 baptisé « ABBBBBBK( » (sic), a-t-il été relâché dans la nature après 4 jours et 9 heures de jeu collectif.
Les joueurs se sont rapidement retrouvés bloqués dans le jeu comme le casino de Céladopole, servant de repaire à la Team Rocket, dans la Tour Pokémon de Lavanville et au Parc Safari de Parmanie. Depuis la relâche de Reptincel, le meilleur Pokémon est un Roucarnage, renommé « aaabaaajss » (sic) et appelé "Jesus Bird" par la communauté en référence aux nombreux miracles dans des combats difficiles qu'il a réalisés. Or, la Tour Pokémon est remplie de Fantominus et de Spectrum, des Pokémon de type Spectre ; Roucarnage étant de type Normal, de même que ses quatre attaques, les Pokémon s’échangent alors des techniques inefficaces contre leur cible. Le collectif apprend donc l'attaque « Psyko » à son Soporifik, mais l'efface accidentellement en lui apprenant l'attaque « Coup d'Boule » (sic), sans effet sur les deux Pokémon de type Spectre. Les joueurs finissent finalement par venir à bout de la Tour Pokémon, continuent leur chemin, et après 200 heures de jeu, Rattata évolue en Rattatac, Mystherbe en Ortide, toujours renommé « x(araggbaj » (sic) et Roucarnage atteint le niveau 50. Ils arrivent à Parmanie, où ils doivent aller au Parc Safari de la ville, qu'ils parviennent à terminer après plusieurs échecs.
Le 28 février 2014, après 15 jours de jeu, les joueurs parviennent à la ligue Pokémon. Le 1er mars 2014, après 16 jours, 7 heures, 45 minutes et 29 secondes de jeu, ils finissent la ligue Pokémon,.
L'équipe finale se compose d'un Électhor niveau 81, d'un Aéromite niveau 39, d'un Amonita niveau 52, d'un Nidoking niveau 54, d'un Roucarnage niveau 69 et d'un Lokhlass niveau 31.

### Autres parties
Après la partie sur Pokémon Rouge, d'autres parties se sont succédé. En 2015, les parties sont au nombre de dix et la liste est la suivante : Pokémon Cristal, Pokémon Émeraude, Pokémon Rouge Feu, Pokémon Platine, Pokémon Or HeartGold, Pokémon Noir, Pokémon Blaze, Pokémon X, Pokémon Rubis Oméga et une deuxième partie sur Pokémon Rouge.

## Réception
Le flux rencontre rapidement un grand succès d'audience,, et devient le plus suivi du site avec plus de 80 000 abonnés (dont au moins 10 % de participants), et plus de 15 millions de vues au total. Le 14 février, le jeu est joué simultanément par plus de 8 000 joueurs. Six jours plus tard, la partie a été vue par 17 millions de spectateurs, puis 20 millions le lendemain. Au 27 février, le nombre de spectateurs s'élevait à 31 millions. Deux jours plus tard, il s'élève à 36 millions avec 1,1 million de joueurs Si bien que le créateur ne s'attendait pas à un tel engouement.
La partie est comparée avec le paradoxe du singe savant: en effet, là où des singes pourraient en tapant aléatoirement « presque sûrement » rédiger un texte donné, plusieurs milliers d'ordinateurs peuvent obtenir le titre de Maître Pokémon,. D'autres voient un rapprochement avec la sociologie, la politique ou le management. L'organisation des joueurs afin de passer certaines zones du jeu a été rapproché aux groupes d'intérêt incitant les États.
Le principe du jeu a inspiré d'autres programmeurs pour d'autres jeux comme Super Mario Bros., Final Fantasy, Super Smash Bros. Brawl ou même des versions plus récentes de Pokémon. D'autres ont remplacé les joueurs par un générateur de boutons aléatoires, ou placé un jeu Tetris en parallèle. Il est également l'objet de parodies.